# Majster Kat
Majster Kat ist eine slowakische Thrash-Metal-Band, die 2001 in Bratislava gegründet wurde.

## Geschichte
2001 wurde die Band von Slymak (Gesang) und Gabo (Gitarre) gegründet. 2002 stießen mit Sigi und Los ein Schlagzeuger und ein Gitarrist hinzu. Sie tourten danach durch die Slowakei und spielten auch auf den dortigen Festivals.
2004 entstand ein erstes Demo. 2004 stieß mit Tapyr ein Bassist zur Band.
Nach mehreren Line-Up-Wechseln entstand 2006 eine feste Besetzung. 2007 erschien schließlich das Debütalbum Svätá Zvrhlosť auf dem tschechischen Label Panda Music.

## Diskografie
Studioalben
- 2007: Svätá Zvrhlosť (Panda Music)
- 2014: Memento (Support Underground)

Sonstige
- 2003: Demo
- 2007: Naživo v Bratislave (DVD)
- 2015: Disko Oksid / Disko Diletante (7"-Single, Support Underground)